# Беране (футбольный клуб)
«Беране» — черногорский футбольный клуб, базирующийся в одноимённом городе. Выступает во Второй лиге.

## История
Основан в 1920 году. Домашние матчи проводит на стадионе «Градский», вмещающем 11 000 зрителей. Во время нахождения Черногории в составе Югославии клуб выступал в третьей и четвёртой лигах, в разные годы носил названия «Ика», «Работнички» и «ФК Иванград».
После обретения Черногорией независимости «Беране» принял участие в первом розыгрыше чемпионата Черногории в сезоне 2006/07, но занял в турнире последнее 12-е место и вылетел во вторую лигу Черногории. Спустя два года в сезоне 2009/10 клуб вернулся в высший дивизион, но и на этот раз не сумел в нём закрепится, заняв 11-е место и вновь вылетев во вторую лигу. В сезоне 2011/12 «Беране» третий раз в своей истории играет в высшем дивизионе Черногории.

## Достижения
- Вторая лига Черногории:
  - Победитель (1): 2008/2009